# Spieß-Torfmoos

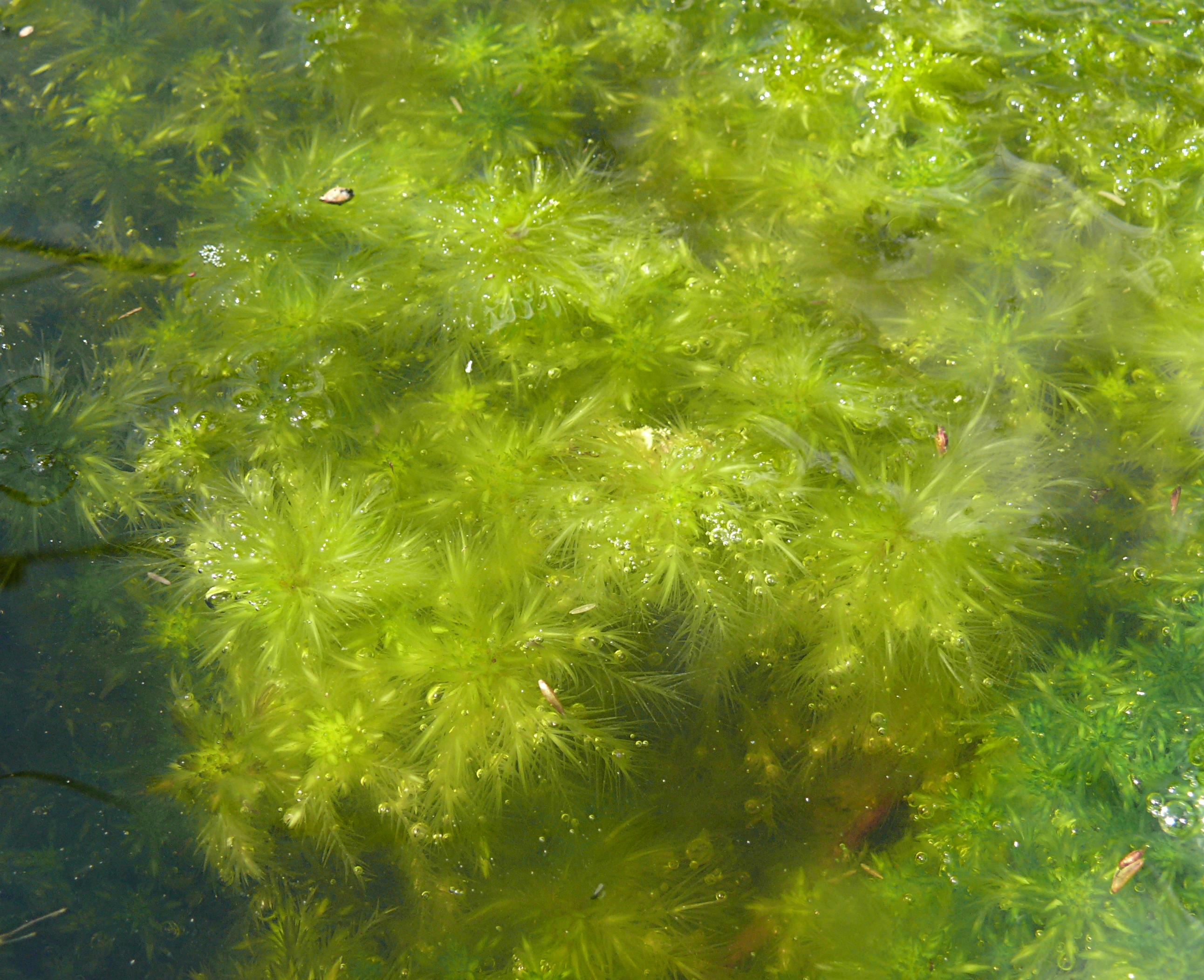
Flutende Form

Das Spieß-Torfmoos (Sphagnum cuspidatum) ist ein Laubmoos der Sektion Cuspidata in der Gattung Sphagnum.

## Beschreibung

### Erscheinungsbild, Blatt und mikroskopische Merkmale
Das Spieß-Torfmoos ist ein normal- bis großwüchsiges, jedoch zartes und schwachstämmiges Torfmoos, das bei flutenden Formen schlaff und federförmig erscheint. Die aufgetauchten Pflanzenteile sind kompakter. Die quirlig verzweigten, spreizenden Äste unterhalb der schopfigen Spitze sind schlaff und pinselförmig zusammenlaufend und oft auch auffällig sichelförmig gebogen, wodurch das Köpfchen einen verdreht gewundenen Eindruck macht. Die Pflanzen selbst sind gelblichgrün bis braun gefärbt und im getrockneten Zustand etwas glänzend; die Köpfchen sind rot, rotbraun oder braun meliert.
Die aufsteigenden, schwachen Stämmchen sind grün gefärbt und werden bis zu 10 Zentimeter lang. Die satt gelbgrün gefärbte Sklerodermis ist von den zwei- bis dreilagigen Epidermiszellen, von denen zwei Lagen aus vergrößerten, dünnwandigen und fibrillenlosen Hyalocyten bestehen, klar abgesetzt.
Die relativ großen, dreieckigen und üblicherweise am Stamm anliegenden Stammblätter haben 1,2 bis 2 Millimeter Länge und 0,5 bis 0,8 Millimeter Breite. Sie verlaufen in einen mehr oder weniger spitzen oder zugespitzten Blattapex. Die Blattränder sind an der Spitze schmal und verbreitern sich von der Mitte des Blattes an deutlich bis zu etwa einem Drittel der Blattbasis. Die schmalen, ungeteilten oder selten geteilten und mit Fibrillen verstärkten Stammblatt-Hyalocyten tragen manchmal an der Blattoberseite kleine Spaltöffnungen.
Die Äste des Spieß-Torfmooses stehen meist schraubig bis zu schwach fünfzeilig in faszikel- oder wirtelähnlichen Büscheln zu viert oder fünft am Stamm. Von diesen oft deutlich sichelförmigen Ästen stehen zwei Äste vom Stamm ab, während die restlichen am Stamm hängen. Der Aststamm ist grün und an der Basis oft rosa; seine Rinde ist durch deutliche Retortenzellen vergrößert.
Die eiförmig-lanzettlichen, unterhalb der Köpfchen sichelförmig gebogenen und leicht glänzenden Astblätter sind 2 bis 5 Millimeter lang und 0,5 bis 0,6 Millimeter breit. Sie verlängern sich ab der Hälfte der Äste beträchtlich; die Blattbreite beträgt bis zu etwas mehr als einem Viertel der Blattlänge. Die Astblätter verengen sich allmählich zu einer stumpfen Spitze und sind oft gewellt und zurückgebogen. Im trockenen Zustand sind sie einseitswendig ausgerichtet. Die Hyalocyten der Rand- und Spitzenzonen sind linealisch und bis zu achtmal länger als breit; die zentral gelegenen Hyalocyten sind dagegen schmal verlängert-rautenförmig. Die kleinen Atemporen befinden sich auf der Blattoberseite bevorzugt an den oberen Zellecken; auf der Blattunterseite sind sie meist zahlreich und klein und selten groß an den Zellecken zu finden. Die Zellwände neben den Chlorocyten sind nicht oder nur schwach mit Fibrillen verstärkt. Die Chlorocyten sind im Querschnitt dreieckig bis trapezförmig; sie sind an der Blattoberseite deutlicher als auf der Blattunterseite erkennbar.

### Geschlechtliche Merkmale
Das Spieß-Torfmoos ist diözisch. Die antheridientragenden Äste sind rötlich-braun gefärbt; die perigonialen, blütenhüllenähnlichen Blättchen sind kürzer und breiter als die vegetativen Astblätter. Die die Gametangienstände umhüllenden Perichaetialblätter mit glattem Blattrand und abgerundeter Spitze sind breit-eiförmig.
Die Sporenkapsel im Zentrum des Schopfes hat einen flachen, kuppelförmigen Deckel und weist eine dunkelbraune bis schwärzliche Färbung auf. Die 29 bis 38 Mikrometer großen Sporen sind gelbbraun gefärbt; die Oberfläche ist mit warzenartigen Auswüchsen versehen.

## Vorkommen
Das weitverbreitete Spieß-Torfmoos bildet in nährstoffarmen und ombotrophen (nur mit Nährstoffen des Regenwassers versorgten) bis schwach minerotrophen Sümpfen Teppiche in niedrigen bis mäßigen Höhenlagen oder auch – in nassen Waldbiotopen – hügelähnliche Bulten bis hin zu Matten. Es bevorzugt saure bis stark saure Standorte.
Das Spieß-Torfmoos ist fast kosmopolitisch verbreitet und besiedelt die östliche Hälfte Nordamerikas und Alaska sowie auch Mittelamerika und Südamerika. Die asiatischen Vorkommen reichen von China, Hinterindien und Indien weiter über Malesien bis Neuguinea, zudem kommt die Art auch in Australien vor. Auch Europa wird weithin besiedelt; in Mitteleuropa sind die Vorkommen in Deutschland, Österreich und in der Schweiz bekannt.
Das Spieß-Torfmoos bevorzugt häufig flutende oder untergetauchte Standorte. Hauptlebensraum bilden damit Schlenken und Moore, die durch Entwässerung und Torfgewinnung (Torfstich) stark gefährdet sind. Es ist sowohl im Tiefland als auch in Höhen bis 1500 Meter verbreitet.

## Systematik
Sphagnum cuspidatum wurde 1796 von Georg Franz Hoffmann nach Jakob Friedrich Ehrhart in Deutschlands Flora, Teil 2, Seite 22 erstbeschrieben. Synonyme für Sphagnum cuspidatum sind Sphagnum bohemicum Jez., Sphagnum faxonii Warnst., Sphagnum schultzii Warnst., Sphagnum serratum auct. und Sphagnum virginianum Warnst.